# Jan Pospíšil (právník)
Jan Pospíšil (13. srpna 1916 – září 2010) byl český právník, politický vězeň komunistického režimu a autor, specializující se na dobu komunistické zvůle.
Základní i středoškolské vzdělání absolvoval v Brně, stejně jako Právnickou fakultu, kterou ukončil v roce 1939. Za druhé světové války pracoval nejprve manuálně, později jako nuceně nasazený úředník. Poté působil na úřadu vlády (1945–1946), od roku 1946 do roku 1948 byl osobním tajemníkem ministra Stránského.
V roce 1949 byl zatčen Státní bezpečností, vyslýchán a brutálně mučen. V březnu 1950 byl ve vykonstruovaném procesu odsouzen k 20 letům vězení. Před svým propuštěním v roce 1960 vystřídal ta nejtvrdší vězení a koncentrační tábory, kterými komunistický režim v Československu disponoval.
Po propuštění vystřídal řadu manuálních zaměstnání, do důchodu odešel v roce 1980.
Byl jedním ze zakladatelů K 231 a Konfederace politických vězňů. Od roku 1962 se zabývá studiem historie a zločinů páchaných StB, v letech 1993–1998 pracoval na ÚDV. Jako expert na danou problematiku spolupracoval s Českou televizí i rozličnými autory.

## Literární činnost
Úzce spolupracoval s Jaroslavem Pospíšilem na knihách:
- Sluha dvou pánů
- Hyeny v akci